# Place Léonard-Bernstein
La place Léonard-Bernstein est une voie située dans le quartier de Bercy du 12e arrondissement de Paris.

## Situation et accès
La place Léonard-Bernstein est accessible par les lignes de métro 6 et 14 à la station Bercy.

## Origine du nom
Elle tient son nom du chef d'orchestre et compositeur américain Leonard Bernstein (1918-1990).

## Historique
La voie est créée dans le cadre de l'aménagement de la ZAC de Bercy sous le nom provisoire de « voie AV/12 » et prend sa dénomination actuelle par arrêté municipal du 31 mai 1995.

## Bâtiments remarquables et lieux de mémoire

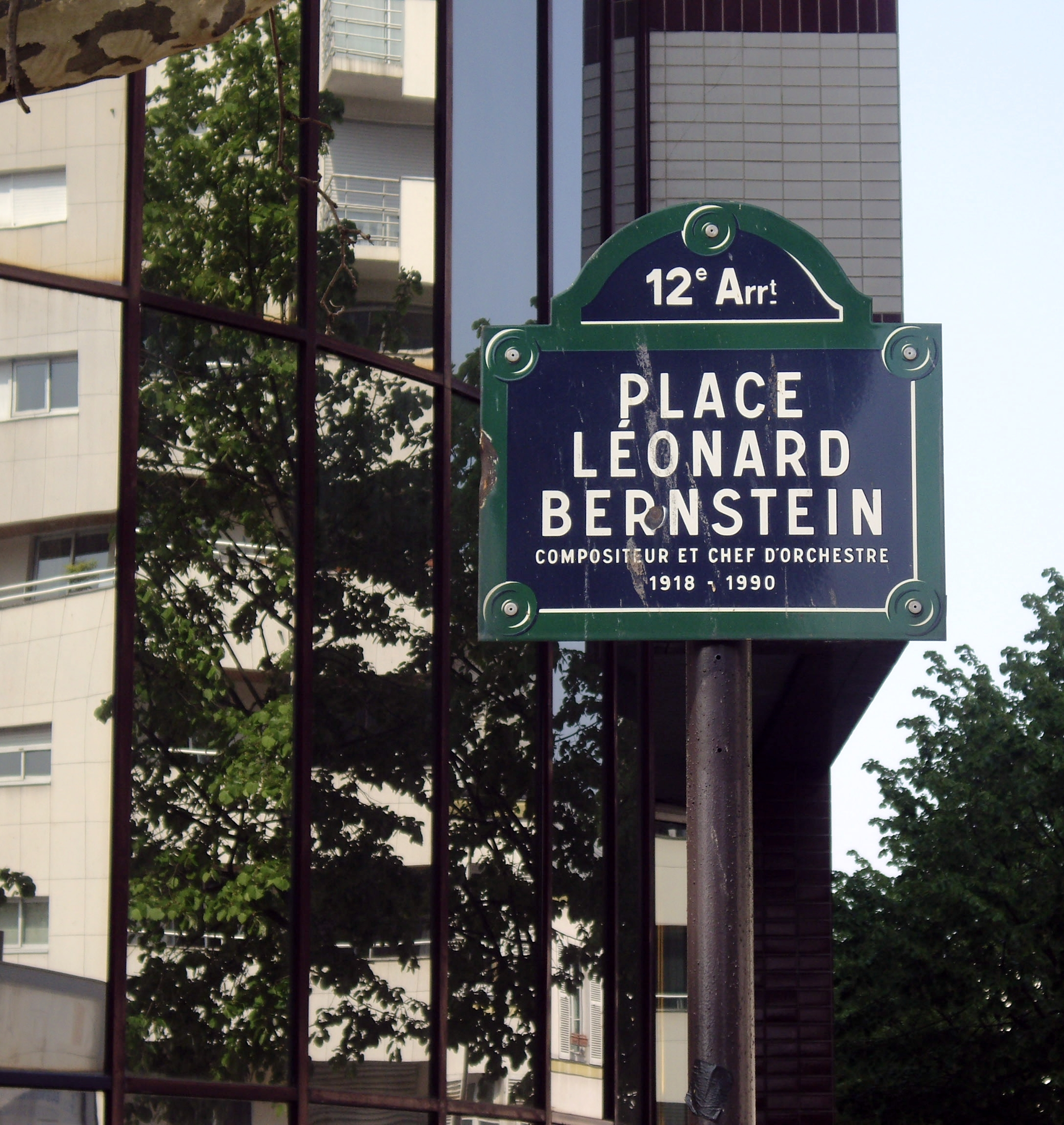
Plaque de la place.

La place se situe entre la Cinémathèque française et le jardin Yitzhak-Rabin du parc de Bercy.